# Dhe (chirilic)
Dhe este o literă a alfabetului chirilic folosită în limba bașkiră. Litera se pronunță ca un /ð/. 
În limba Albaneză, Ҙ este identic cu Dh.